# Беллона (остров)
Беллона (англ. Bellona Island; традиционное название — Мунгики, англ. Mungiki) — остров в Тихом океане, являющийся частью меланезийского государства Соломоновых Островов. Административно входит в состав провинции Реннелл и Беллона.

## География
Остров Беллона представляет собой небольшой остров, площадь которого составляет 17,16 км² и делится на три исторические части:
- Са’аихо (запад) (2,72 км²)
- Гонгау (центр) (10,76 км²)
- Матанги (восток) (3,68 км²).

Расположен в Соломоновом море, являющемся частью Тихого океана, в 24 км к северо-западу от острова Реннелл. Длина Беллоны составляет около 10 км, а ширина — 2,5 км. Высшая точка достигает 55 м. Беллона, как и остров Реннелл, имеет коралловое происхождение и представляет собой поднятый атолл (макатеа). Остров окружён высокими утёсами, сформировавшимися из кораллового известняка.
Климат тропический с высокими температурами (между 22,7 °C и 32,2 °C) и высокой влажностью. В период с мая по июнь иногда случаются засухи. На Беллоне найдены месторождения фосфоритов и железной руды.

## История
Около 1000 года до н. э. остров Беллона был заселён на короткий промежуток времени представителями культуры лапита, осуществлявшими заселение Океании. Следующее поселение людей возникло на острове около 130 года до н. э. и затем в 1000 году н. э. Согласно представлениям современных жителей Беллоны, их предки заселили остров около 26 поколений назад, примерно в 1400 году н. э., и являлись выходцами с острова Увеа в Уоллис и Футуна, куда, предположительно, приплыли с острова Увеа в группе Луайоте в Новой Каледонии. Ко времени их поселения на Беллоне на острове уже проживали представители народа хити, которые постепенно были истреблены чужеземцами.
Точное время открытия острова Беллона европейцами неизвестно. В одних источниках утверждается, что остров был открыт капитаном Томасом Батлером на корабле «Walpole» в 1794 или 1801 году. В других источниках первооткрывателем называется капитан корабля «Indispensable» Уильям Уилкинсон, якобы открывший Беллону в 1790 году. Однако фактически ни один из этих мореплавателей не может считаться первооткрывателем ввиду отсутствия источников, явно подтверждающих тот факт, что именно они открыли остров. Тем не менее известно, что первым европейцем, наблюдавшим за Беллоной (это произошло в 1793 году), является капитан корабля «Bellona» Мэтью Бойд, который и назвал остров в честь своего торгового судна. Впоследствии о существовании острова знали многие китобои. Именно китобои стали первыми европейцами, высадившимися на Беллоне в 1829 году. Тем не менее длительное время островитяне со страхом относились к чужеземцам, прячась при виде иностранных судов.
Первыми европейцами, наладившими контакт с местными жителями, стали христианские миссионеры из Меланезийской миссии, несколько раз посещавшие остров в период с 1856 по 1863 год, однако из-за удалённости Беллоны какие-либо христианские миссии основаны не были. Во второй половине XIX века часть населения острова была вывезена в Квинсленд (Австралия) для работы на плантациях сахарного тростника. Так, согласно официальным данным, в период с 1863 по 1887 года в Квинсленд было вербовано 65 островитян. Однако из-за гибели многих выходцев с этого острова Беллона получил плохую репутацию среди плантаторов, поэтому в будущем вербовка островитян была крайне ограниченной в сравнении с другими островами архипелага.
17 июня 1897 года остров Беллона официально стал частью британского протектората Соломоновых Островов. Первый же официальный визит резидент-комиссара состоялся только в 1906 году. Параллельно в начале XX века на Беллоне поселились первые христианские миссионеры.

## Население
Численность населения Беллоны составляет 1009 человек (2009), которые проживают в 10 населённых пунктах. В отличие от большинства островов страны, остров Беллона населён преимущественно полинезийцами, хотя в стране преобладают меланезийцы.
Коренным языком местных жителей является полинезийский язык реннелл-беллона, общая численность носителей которого в 1999 году составляла 4390 человек. У этого языка, на котором общаются на островах Реннелл и Беллона, существует два основных диалекта: мунггава (на острове Реннелл) и мунгики (на острове Беллона).